# Chloe Bunnett
Chloe Bunnett es una deportista española, de origen francés, que compite en piragüismo en la modalidad de kayak de mar. Ganó dos medallas de plata en el Campeonato Europeo de Piragüismo en Kayak de Mar, en los años 2021 y 2022.

## Palmarés internacional
| Campeonato Europeo | Campeonato Europeo  | Campeonato Europeo | Campeonato Europeo |
| Año                | Lugar               | Medalla            | Competición        |
| ------------------ | ------------------- | ------------------ | ------------------ |
| 2021               | Cherbourg (Francia) | Medalla de plata   | K1                 |
| 2022               | Cagliari (Italia)   | Medalla de plata   | K1                 |